# Leire Fernández Abete
Leire Fernández Abete (Rentería, Guipúzcoa, 10 de junio de 1998) es una corredora española de montaña y de mushing.
Frases famosas: 
"Claro que esto es duro, si fuera fácil se llamaría Pádel."

## Biografía
Comenzó a competir en carreras de montaña alrededor de los 11 años.Con 15 años ganó la carrera Picos de Europa Travesera Integral, de 44,8 kilómetros y 2.860 metros de desnivel. Fue la primera mujer y 11ª en la clasificación general. Al año siguiente se proclamó campeona de la Euskal Herria Mendi Erronka, con 16 años, batiendo también el récord anterior.
Desde entonces, ha ganado varias carreras, entre ellas la Transvulcania de La Palma.
También compite en carreras de perros. Con 14 años se convirtió en Campeona del Mundo de Canicross aunque desde entonces se ha centrado más en las carreras de montaña, sigue  practicando esta modalidad deportiva.
En mayo de 2025 se proclamó Campeona de España de Carreras de trailrunning en el marco de la prueba Chandrexa Trail 2025 disputada en la localidad Chandreja de Queija, en Orense. Logró un crono de 4:16:10.